# Haplanthus
Haplanthus, biljni rod iz porodice primogovki smješten u tribus Andrographideae, dio potporodice Acanthoideae. Postoji 4 priznatih vrsta od Indijskog poluotoka do južne Kine, i na jug do Bornea, Jave i Malih sundskih otoka.

## Opis
Rod Haplanthus ima odlikuje se živopisnim cvjetovima. Uspijeva u sušnim okruženjima sa mnogo sunca, i razvila je mesnato lišće, koje vjerojatno skladišti vodu kako bi izdržala suhe uvjete. Njegova čvrsta stabljika nosi težinu više cvjetova.

## Vrste
1. Haplanthus hygrophiloides T.Anderson
2. Haplanthus laxiflorus (Blume) Gnanasek., G.V.S.Murthy & Y.F.Deng
3. Haplanthus ovatus (T.Anderson ex Bedd.) Gnanasek., G.V.S.Murthy & Y.F.Deng
4. Haplanthus rosulatus (Bremek.) Gnanasek., G.V.S.Murthy & Y.F.Deng